# Coryphaenoides mcmillani
Coryphaenoides mcmillani är en fiskart som beskrevs av Akitoshi Iwamoto och Shcherbachev, 1991. Coryphaenoides mcmillani ingår i släktet Coryphaenoides och familjen skolästfiskar. Inga underarter finns listade i Catalogue of Life.